# NGC 7221
NGC 7221 este o galaxie situată în constelația Peștele Austral. A fost descoperită în 27 septembrie 1834 de către John Herschel. Se află la o distanță de 66,37 de megaparseci de Pământ.